# Azereix
Azereix – miejscowość i gmina we Francji, w regionie Oksytania, w departamencie Pireneje Wysokie.
Według danych na rok 1990 gminę zamieszkiwało 911 osób, a gęstość zaludnienia wynosiła 60 osób/km² (wśród 3020 gmin regionu Midi-Pireneje Azereix plasuje się na 366. miejscu pod względem liczby ludności, natomiast pod względem powierzchni na miejscu 760.).